# Letteratura piemontese
Per letteratura piemontese si intende il corpus dei testi scritti nei secoli in lingua piemontese

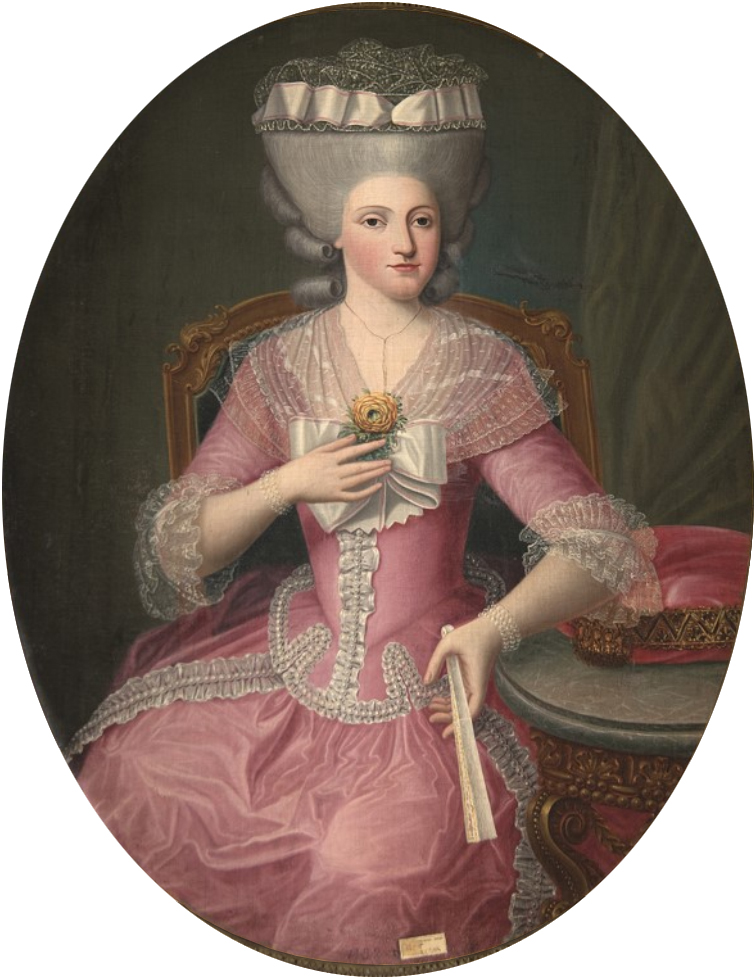
Maria Clotide di Savoia, a cui Maurizio Pipino dedicò il primo dizionario in piemontese nel 1783

## Origini
La prima testimonianza della formazione del volgare piemontese è stata trovata nella chiesa di Santa Maria Maggiore a Vercelli, ed è un mosaico su un pavimento del 1040. Il secondo, invece, è un'iscrizione nella chiesa di Sant'Evasio, a Casale Monferrato.Ad ogni buon conto, il primo testo voluminoso in volgare è quello dei cosiddetti "Sermoni subalpini" del 1150, conservato nella Biblioteca Nazionale di Torino: sono 22 sermoni interi, scritti come commenti alla liturgia, pensati come testi didattici per le scuole che formavano i cavalieri templari, all'epoca non rari in Piemonte, dato che era sito sulla Via Francigena. Nel XII e XIII secoli, nelle corti di Saluzzo, Monferrato e Savoia arrivano molti trovatori che, come accadde in Francia, portarono i valori dell'amore cortese, in occitano. L'unico autore che lascia qualcosa in volgare al riguardo è Nicoletto da Torino. Nei secoli successivi, il piemontese iniziò ad affermarsi come lingua ministeriale al posto del latino usato fino a quel momento. Oltre alla letteratura religiosa, quindi, vengono scritti in piemontese anche documenti ufficiali, notarili, carte commerciali, statuti e cronache storiche. Si sviluppa anche un teatro piemontese, soprattutto di argomenti religiosi: le sue opere più famose sono "Ël Gelind" (ad Alessandria) e "La Natività".
Altre testimonianze dei secoli più lontani sono: Il detto del Re e della Regina e i Proverbi di tal frate Columba da Vinchio (sec. XIII), gli Statuti dell’Ospizio della Società di S. Giorgio del popolo di Chieri (1321), lettere o parlamenti del sec. XIII o XIV, laudi sacre e preghiere dal sec. XIV in poi; la Canzone per la presa di Pancelé (1410), la Sentenza di Rivàuta (1446), etc.

## Il periodo intermedio
Con la diffusione della cultura umanista, anche il piemontese ha avuto un autore molto importante: Giovan Giorgio Alione di Asti (1460-1529), che scrisse in piemontese la sua "Opera Iocunda", una raccolta di dieci farse divertenti. Alla fine del Seicento, con la commedia "Ël Cont Piolèt" di Carlo Giambattista Tana, nasce il moderno teatro piemontese.
Sono pure del ’600 i Freschi della villa, quattro ricche composizioni anonime trovate nel 1968 da Gianrenzo Clivio alla Biblioteca Reale di Torino. Appartengono al genere dei tòni, letteratura satirica popolare, i cui inizi si fanno risalire al ’500.
Accanto a questa vivace tradizione letteraria e teatrale, fioriva anche un intenso misticismo popolare: l’insegnamento delle numerose sante e beate piemontesi, come del resto avveniva in tutta Italia, veniva spesso impartito nelle diverse parlate locali, uniche lingue comprensibili al popolo e ai devoti, per essere poi trascritti in latino o in italiano grazie alla mediazione dei loro confessori, come nel caso di Maria degli Angeli Fontanella, Caterina Mattei e Maddalena Panattieri, la "mamma" di Guglielmo VIII di Monferrato, che aveva per lei una speciale venerazione.

## Letteratura moderna
È nel ’700 che la canzone popolare, non di rado di origine più antica, si dà quelle forme poetiche e musicali che oggi conosciamo e apprezziamo grazie alle ricerche di Leone Sinigaglia, Costantino Nigra, Alfredo Nicola e altri studiosi e appassionati del patrimonio musicale popolare piemontese.
Ma il ’700 è il secolo in cui giunge a perfezione la coscienza della nazione piemontese e dove le lettere piemontesi vivono la loro prima grande stagione. Ricordiamo l’Arpa discordata, ispirata dall’assedio di Torino del 1706, le canzoni satiriche di padre Ignazio Isler, uno dei grandi della letteratura piemontese (1702-1788), le poesie di V.A. Borrelli, S. Balbis, Ventura Cartiermetre, che avverte l’avvicinarsi del turbine rivoluzionario, G. Cacherano e S. Incisa, e la prima grammatica piemontese, opera del cuneese Maurizio Pipino.
Nel 1773 nasce a Torino Edoardo Ignacio Calvo che, malgrado muoia ad appena 31 anni, offre con le Fàule moraj la più alta espressione della poesia civile della nazione piemontese, ma anche uno degli esempi di poesia di questo genere tra i più grandi che mai scritti in tutte le letterature.

## Dopo l'Italia unita

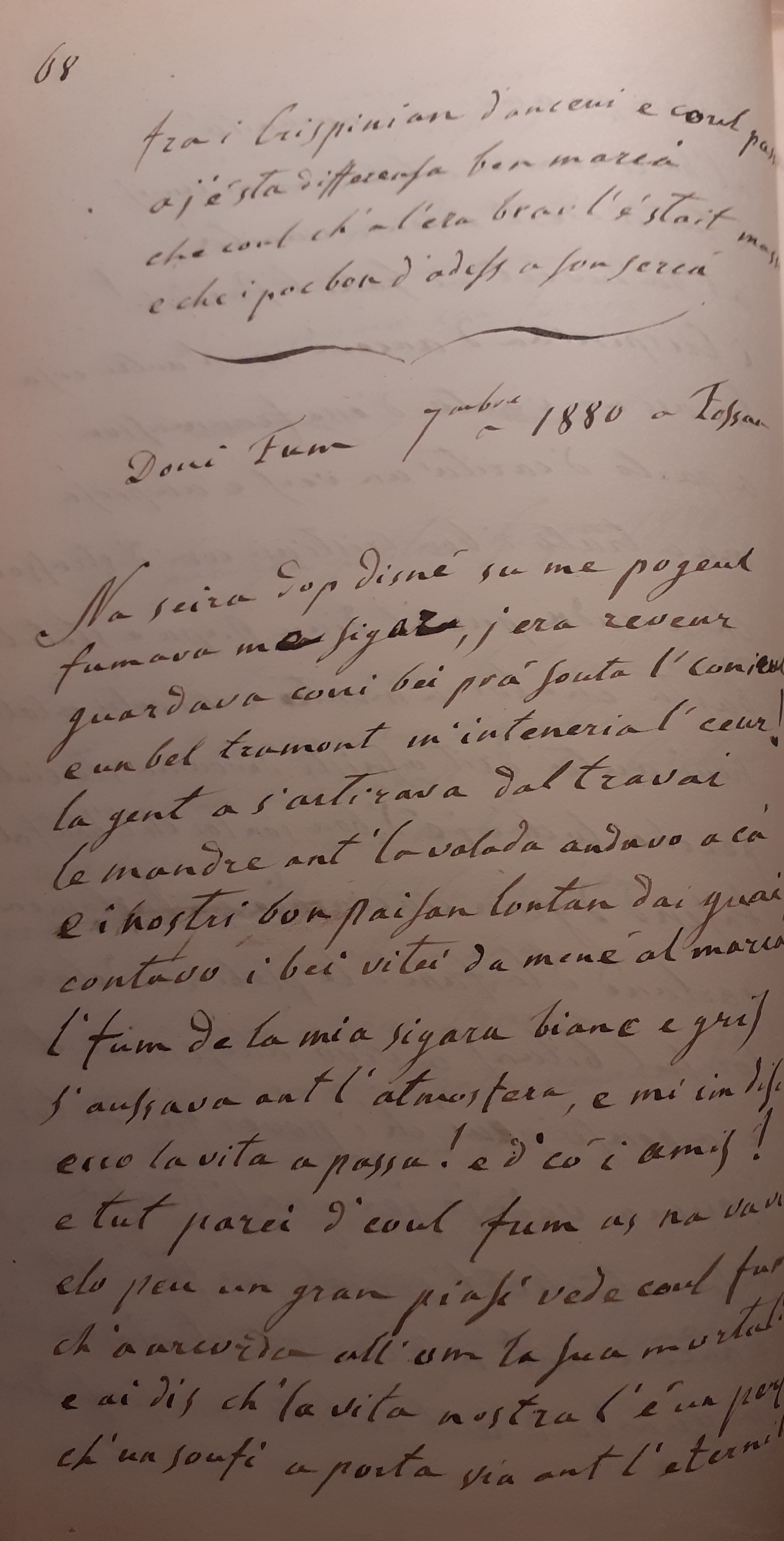
Diario manoscritto in lingua piemontese di Giacinto Tholosano, Barone di Valgrisanche, prefetto di Fossano, XIX secolo

L’800 vede una vera fioritura di scrittori in piemontese. Tra i poeti menzioniamo solo i più grandi, Angelo Brofferio e Norberto Rosa.Ë Ma eccellente è anche il teatro, con i vari Bersezio, Garelli, Pietracqua, Zoppis, Carrera, Baretti, Leoni, etc.
Da notare, negli ultimi decenni del secolo, la popolarità del giornale “'L Birichin” e l’abbondante produzione in prosa, nella quale eccelle per qualità Alfonso Ferrero, anche poeta profondo e originale. Si ricorda anche il romanzo Ij delit d'na bela fija, scritto da Carolina Invernizio e pubblicato a puntate a puntate sul «'L Birichin», tra il 1889-1890.
Nel '900 la letteratura in lingua piemontese non è da meno del secolo precedente. Parecchi gli autori di valore: i poeti Nino Costa e Pinin Pacòt, i prosatori Nino Autelli e Arrigo Frusta, ormai scomparsi, ma il cui esempio rimane vivo fra le nuove generazioni. La Companìa dij Brandé, la più attiva tra le associazioni di scrittori piemontesi che mai si siano formate, fondata nel 1927 da Pacòt, Oreste Gallina e Alfredo Formica, ha rappresentato il gruppo più vivo e stimolante della cultura letteraria e non solo letteraria del Piemonte. Agli autori già citati vanno aggiunti per eccellenza di produzione Armando Mottura, Alfredo Nicola, Luigi Olivero, Camillo Brero, Tavo Burat (Gustavo Buratti), barba Tòni (Antonio Bodrero), Dumini Badalin. Ma anche la presenza femminile, con Carlottina Rocca, Elisa Vanoni Castagneri, Anita Giraudi, Bianca Dorato e altre scrittrici, si rivela molto sostanziosa e originale. E, proprio negli ultimi anni, una nuova generazione di autori – alcuni di notevole qualità – continua a testimoniare la vitalità della lingua piemontese, sia nello scritto che nel parlato, mantenendo viva una tradizione letteraria che resta tra gli elementi più significativi della sua identità culturale.